# 에포닌

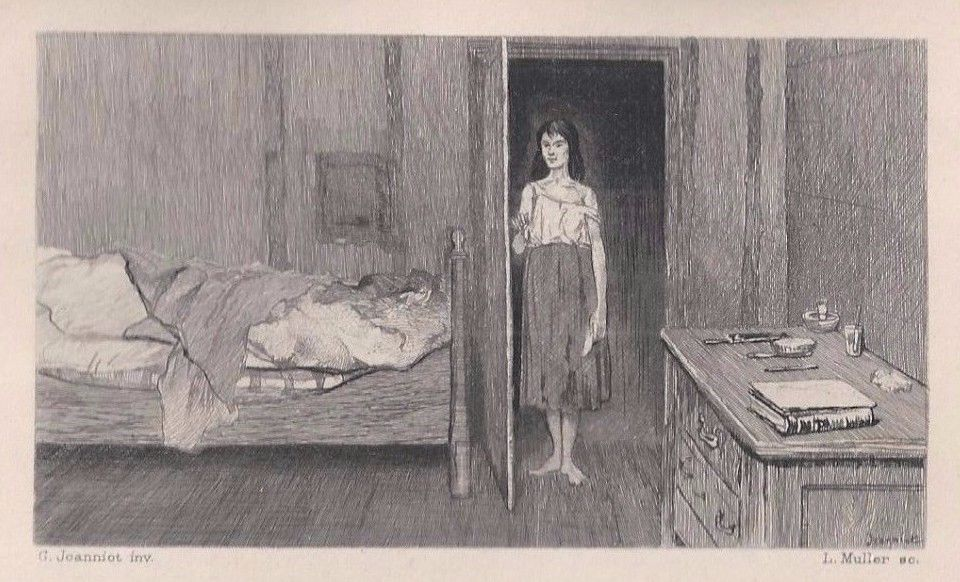

에포닌 테나르디에(Éponine Thénardier)는 빅토르 위고의 소설 《레 미제라블》의 등장인물이다. 극중에서 에포닌은 약 1815년에 태어났으며, 1832년에 사망했던 것으로 알려진다.
테나르디에 부부의 큰딸인 에포닌은 어릴 적부터 응석받이로 자랐다. 하지만 에포닌이 청소년기에 접어들었을 때, 테나르디에 일가는 거리를 떠도는 신세가 됐다. 에포닌은 부친의 범죄를 도왔고, 돈을 얻기 위해 거짓으로 가난한 체 하기도 했다. 마리우스 퐁메르시를 알게 된 에포닌은 사랑에 빠졌다. 하지만 마리우스는 코제트에게 정신이 팔려 있는 상태였다. 마리우스의 요청으로 에포닌은 장 발장과 코제트가 사는 집의 위치를 알려줬다. 마리우스가 코제트를 찾아왔을 때 에포닌의 부친이 일행을 데리고 장 발장의 집을 습격하려 한 적이 있었는데, 에포닌이 그 계획을 막았다.
파리 시내에서 봉기가 일어나자 에포닌은 남장을 하고 마리우스를 바리케이트로 이끈다. 그 곳에서 에포닌은 마리우스와 함께 죽을 생각이었다. 진압군 병사가 마리우스를 향해 총을 쏘려할 때 에포닌은 마리우스를 대신해 총을 맞았다. 에포닌은 죽어가면서 마리우스에게 자신의 마음을 고백했고, 코제트가 마리우스에게 남긴 편지를 전했다. 에포닌은 마리우스에게 자신이 죽은 뒤 이마에 키스를 해달라고 부탁했고, 에포닌이 죽자 마리우스는 그녀의 부탁을 들어줬다.